# Megalopoli
Megalopoli (tiếng Hy Lạp: ?) là một khu tự quản ở vùng Peloponnesos, Hy Lạp. Khu tự quản Megalopoli có diện tích 723 km², dân số theo điều tra ngày 18 tháng 3 năm 2001 là 11044 người.